# No Hay Nadie Como Tú
"No hay nadie como tú" é uma canção da banda porto-riquenha de reggaetón Calle 13, lançada em 2008 como um single, sendo o primeiro do álbum Los de atrás vienen conmigo. Conta com a participação da banda de rock alternativo Café Tacvba. Em 2009, ganhou dois prêmios do Latin Grammy: Gravação do Ano e Melhor Canção Alternativa.
No vídeo, Residente e Café Tacuba tocam em um ambiente branco enquanto imagens das coisas que Residente descreve vão sendo apresentadas.

## Paradas
| Parada (2008)                  | Melhor colocação |
| ------------------------------ | ---------------- |
| Billboard Hot Latin Songs      | 23               |
| Billboard Latin Rhythm Airplay | 15               |